# Asian Club Championship 1986
Asian Club Championship 1986 là phiên bản thứ sáu của giải bóng đá câu lạc bộ thường niên châu Á tổ chức bởi Liên đoàn bóng đá châu Á. Một số câu lạc bộ châu Á bắt đầu vòng loại vào mùa thu năm 1986. Vòng cuối cùng diễn ra tại Riyadh, Ả Rập Xê Út vào tháng 12 năm 1986.
Furukawa Electric FC trở thành câu lạc bộ Nhật Bản đầu tiên vô địch giải đấu.

## Vòng đầu tiên

### Nhóm 1
| Al-Shorta Aden | thắng không cần đấu |  |
| -------------- | ------------------- |  |
|                |                     |  |

### Nhóm 2
| Al-Talaba | 2–1 | Al-Wehda Sana'a |
| --------- | --- | --------------- |
|           |     |                 |

### Nhóm 3
Tham dự từ GCC Champions League 1986 diễn ra tại Riyadh.
- Tham dự:  Al-Hilal,  Al Arabi,  Dhofar,  Al-Arabi,  Al-Wasl.
- Al-Hilal &  Al-Arabi lọt vào vòng sau.

### Nhóm 4
Tham dự:  Malavan F.C.,  Saunders SC,  HBL FC,  Victory SC.
Kết quả: 
|  | Malavan | 7–0  | HBL        |
|  | Malavan | 1–1  | Saunders   |
|  | Malavan | 12–0 | Victory SC |

Malavan F.C. và  Saunders S.C. lọt vào vòng sau.

### Nhóm 5
| Selangor FA | 1–0 | Port Authority of Thailand FC |
| ----------- | --- | ----------------------------- |
|             |     |                               |

| Selangor FA | 1–0 | Port Authority of Thailand FC |
| ----------- | --- | ----------------------------- |
|             |     |                               |

Ghi chú: các trận đấu đều diễn ra tại Kuala Lumpur.

### Nhóm 6
(Diễn ra tại Brunei)
- Tham dự: Krama Yudha Tiga Berlian,  Philippine Air Force,  Daerah Brunei.
- Krama Yudha Tiga Berlian lọt vào vòng sau

### Nhóm 7
| 4.25 Sports Team | 0–0 | Liêu Ninh F.C. |
| ---------------- | --- | -------------- |
|                  |     |                |

| Liêu Ninh F.C. | 1–0 | 4.25 Sports Team |
| -------------- | --- | ---------------- |
|                |     |                  |

| Furukawa Electric FC | thắng không cần đấu |  |
| -------------------- | ------------------- |  |
|                      |                     |  |

### Nhóm 8
Các trận đấu diễn ra tại Hồng Kông
| Nam Hoa | 1–0 | Hap Kuan |
| ------- | --- | -------- |
|         |     |          |

| Lucky-Goldstar Hwangso | (w/o) | Hap Kuan |
| ---------------------- | ----- | -------- |
|                        |       |          |

Lucky-Goldstar Hwangso (SKo) rút lui; do đó, Nam Hoa và Hap Kuan lọt vào vòng sau.

## Vòng thứ hai

### Bảng A
| Đội         | ST | T | H | B | BT | BB | HS  | Đ |
| ----------- | -- | - | - | - | -- | -- | --- | - |
| Al-Talaba   | 2  | 2 | 0 | 0 | 6  | 0  | +6  | 4 |
| Al-Arabi    | 2  | 1 | 0 | 1 | 9  | 2  | +7  | 2 |
| Saunders SC | 2  | 0 | 0 | 2 | 0  | 13 | −13 | 0 |

Các trận đấu diễn ra tại Baghdad, Iraq.
| Match 1 | Al-Talaba | 2–0 | Al-Arabi    |
| Match 2 | Al-Talaba | 4–0 | Saunders SC |
| Match 3 | Al-Arabi  | 9–0 | Saunders SC |

### Bảng B
| Đội              | ST | T | H | B | BT | BB | HS | Đ |
| ---------------- | -- | - | - | - | -- | -- | -- | - |
| Al-Hilal         | 2  | 2 | 0 | 0 | 7  | 0  | +7 | 4 |
| Al-Shorta Aden   | 2  | 0 | 0 | 2 | 0  | 7  | −7 | 0 |
| Malavan F.C. (W) | 0  | 0 | 0 | 0 | 0  | 0  | 0  | 0 |

Các trận đấu diễn ra tại Ả Rập Xê Út.
| Match 1 | Al-Hilal       | 5–0 | Al-Shorta Aden |
| Match 2 | Al-Shorta Aden | 0–2 | Al-Hilal       |

### Bảng C
| Đội                      | ST | T | H | B | BT | BB | HS | Đ |
| ------------------------ | -- | - | - | - | -- | -- | -- | - |
| Liêu Ninh F.C.           | 2  | 1 | 1 | 0 | 1  | 0  | +1 | 3 |
| Krama Yudha Tiga Berlian | 2  | 0 | 2 | 0 | 1  | 1  | 0  | 2 |
| Nam Hoa                  | 2  | 0 | 1 | 1 | 0  | 1  | −1 | 1 |

Các trận đấu diễn ra tại Hồng Kông.
| Match 1 | Liêu Ninh FC             | 0–0 | Krama Yudha Tiga Berlian |
| Match 2 | Liêu Ninh FC             | 1–0 | Nam Hoa                  |
| Match 3 | Krama Yudha Tiga Berlian | 1–1 | Nam Hoa                  |

### Bảng D
| Đội                  | ST | T | H | B | BT | BB | HS | Đ |
| -------------------- | -- | - | - | - | -- | -- | -- | - |
| Furukawa Electric FC | 2  | 2 | 0 | 0 | 5  | 2  | +3 | 4 |
| Selangor FA          | 2  | 1 | 0 | 1 | 6  | 2  | +4 | 2 |
| Hap Kuan             | 2  | 0 | 0 | 2 | 1  | 8  | −7 | 0 |

Các trận đấu diễn ra tại Kuala Lumpur, Malaysia.
| Match 1 | Furukawa Electric FC | 2–1 | Selangor FA |
| Match 2 | Furukawa Electric FC | 3–1 | Hap Kuan    |
| Match 3 | Selangor FA          | 5–0 | Hap Kuan    |

## Vòng chung kết
| Đội                  | ST | T | H | B | BT | BB | HS | Đ |
| -------------------- | -- | - | - | - | -- | -- | -- | - |
| Furukawa Electric FC | 3  | 3 | 0 | 0 | 7  | 3  | +4 | 6 |
| Al-Hilal             | 3  | 2 | 0 | 1 | 7  | 6  | +1 | 4 |
| Liêu Ninh F.C.       | 3  | 0 | 1 | 2 | 3  | 5  | −2 | 1 |
| Al-Talaba            | 3  | 0 | 1 | 2 | 3  | 6  | −3 | 1 |

| Al-Talaba | 2–2 | Liêu Ninh F.C. |
| --------- | --- | -------------- |
|           |     |                |

| Al-Hilal | 3–4 | Furukawa Electric FC |
| -------- | --- | -------------------- |
|          |     |                      |

| Furukawa Electric FC | 2–0 | Al-Talaba |
| -------------------- | --- | --------- |
|                      |     |           |

| Al-Hilal | 2–1 | Liêu Ninh F.C. |
| -------- | --- | -------------- |
|          |     |                |

| Furukawa Electric FC | 1–0 | Liêu Ninh F.C. |
| -------------------- | --- | -------------- |
|                      |     |                |

| Al-Hilal | 2–1 | Al-Talaba |
| -------- | --- | --------- |
|          |     |           |